# Aline Pellegrino

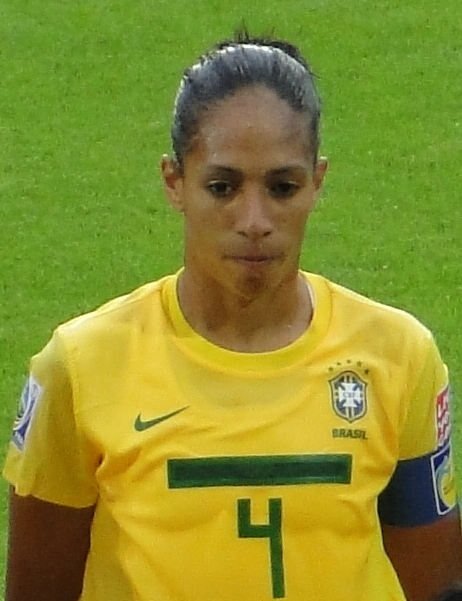
Aline (2011)

Aline Pellegrino (* 7. Juni 1982 in São Paulo), bekannt als Aline, ist eine ehemalige brasilianische Fußballspielerin, die als Verteidigerin für den russischen Klub FK Rossijanka und mehrere Vereine in ihrer Heimat Brasilien spielte. Sie war Mitglied der brasilianischen Nationalmannschaft, die bei den Olympischen Sommerspielen 2004 die Silbermedaille gewann und bei der FIFA Frauen-Weltmeisterschaft 2007 teilnahm.  Sie wurde 2006 Kapitän der Nationalmannschaft. Im August 2011 wechselte sie zum russischen Champions-League-Kämpfer WFC Rossiyanka.

## Internationale Karriere
Aline Pellegrino verpasst die Olympischen Spiele 2008 in Peking nach einer Knie-Bandverletzung in einem Vorbereitungsspiel gegen Südkorea. Sie hatte geholfen, Brasiliens Teilnahme am Turnier zu sichern, indem sie in einem 5:1-Sieg gegen Ghana bei einem CONMEBOL-CAF Play-off in Peking mitwirkte. Brasilien musste an den Play-offs teilnehmen, nachdem es bei der 2006 South American Women’s Football Championship Argentinien unterlegen war.

## Erfolge
- CONMEBOL Copa Libertadores: 2009, 2010
- Brasilianische Pokalsiegerin: 2008, 2009